# بماسوآندرو
بماسوآندرو (به لاتین: Bemasoandro) یک منطقهٔ مسکونی در ماداگاسکار است که در آنالامانگا واقع شده‌است. بماسوآندرو ۴۹٬۷۴۴ نفر جمعیت دارد و ۱٬۵۵۰ متر بالاتر از سطح دریا واقع شده‌است.